# Stora Åltjärnen, Dalarna
Stora Åltjärnen är en sjö i Falu kommun i Dalarna och ingår i Dalälvens huvudavrinningsområde.